# Szpital Królowej Wiktorii
Szpital Królowej Wiktorii (ang. Royal Victoria Hospital) popularnie nazywany "Royal Vic" jest szpitalem afiliowanym przy Uniwersytecie McGill w Montrealu. Położony jest na zboczu wzgórza Mont Royal nieopodal kampusu uniwersyteckiego w dzielnicy Ville Marie. Zaprojektowany został w stylu neogotyckim przez Henry'ego Snella, a budowę ukończono w 1893 roku. W dniu 26 kwietnia 2015 roku szpital został przeniesiony do nowych pomieszczeń w innej części miasta, nie podjęto jeszcze decyzji, jak istniejące budynki będą wykorzystane. 

## Historia

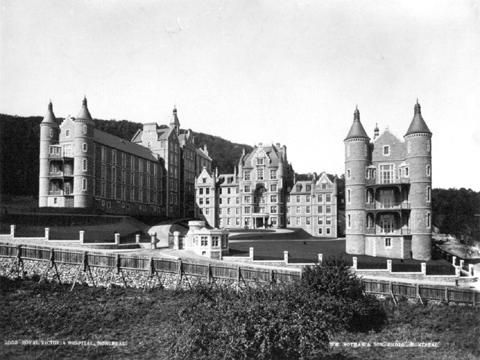
Szpital Królowej Wiktorii, 1893

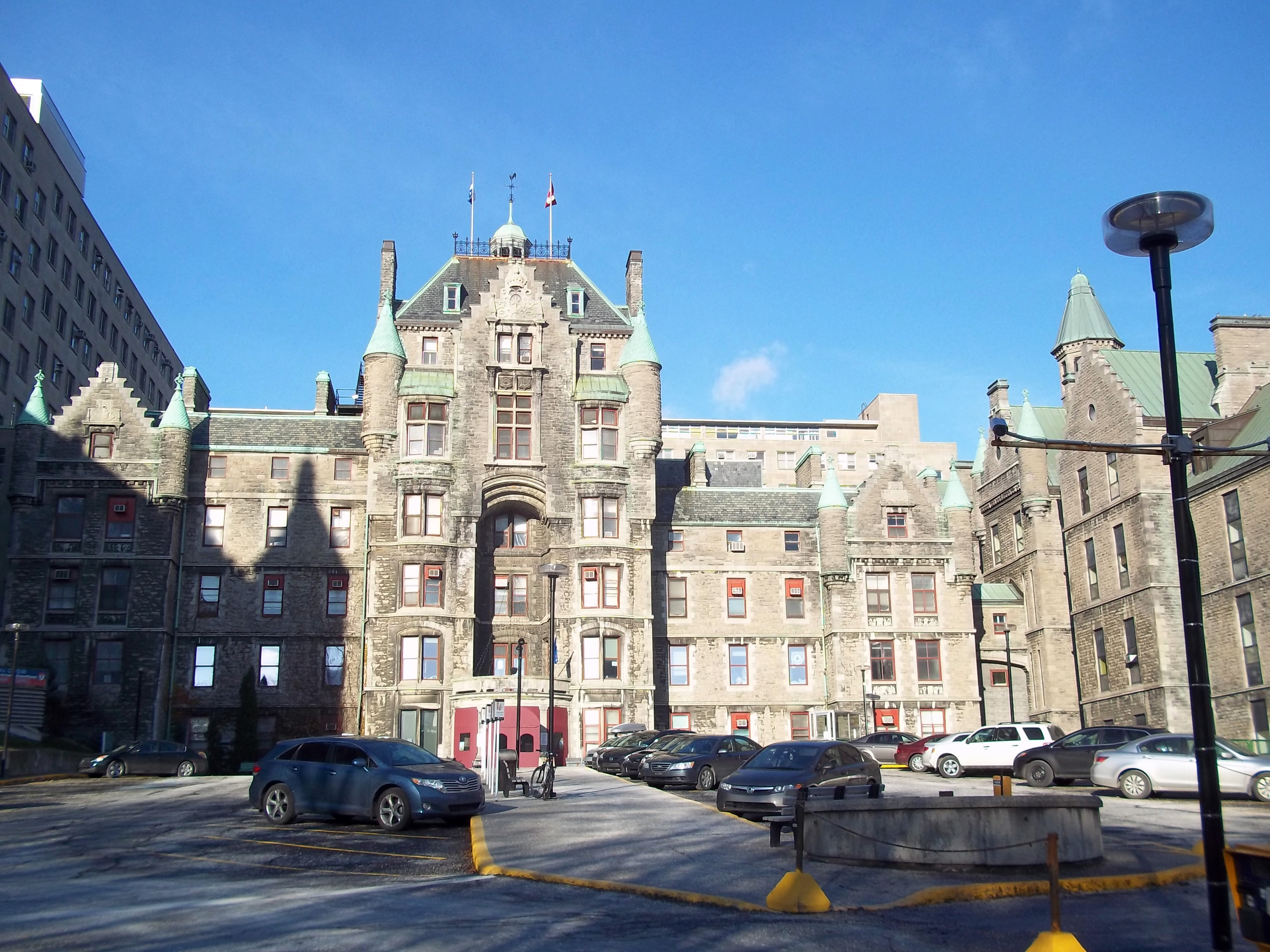
Główne wejście do szpitala, 2011

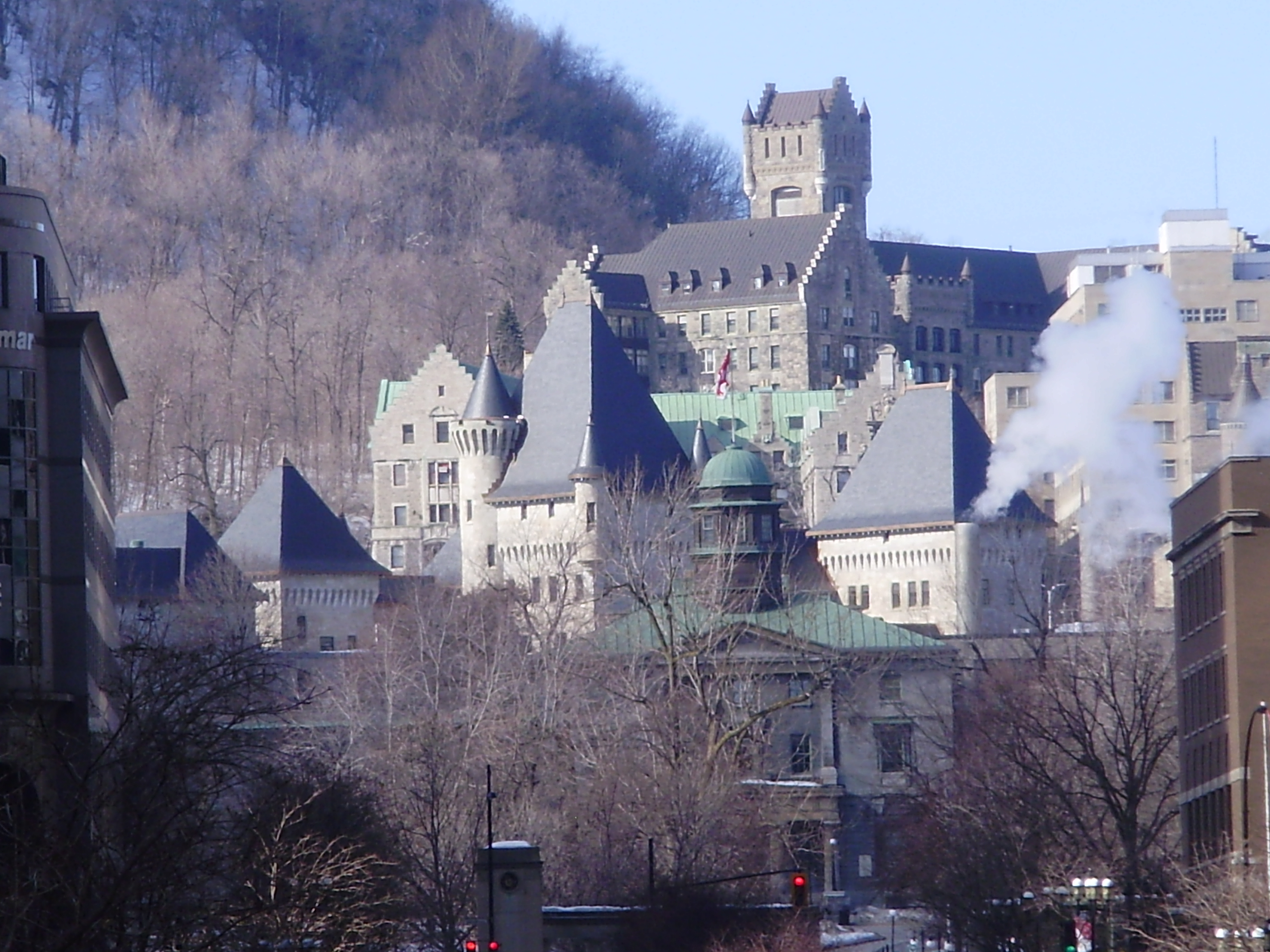
Widok szpitala od alei McGill College

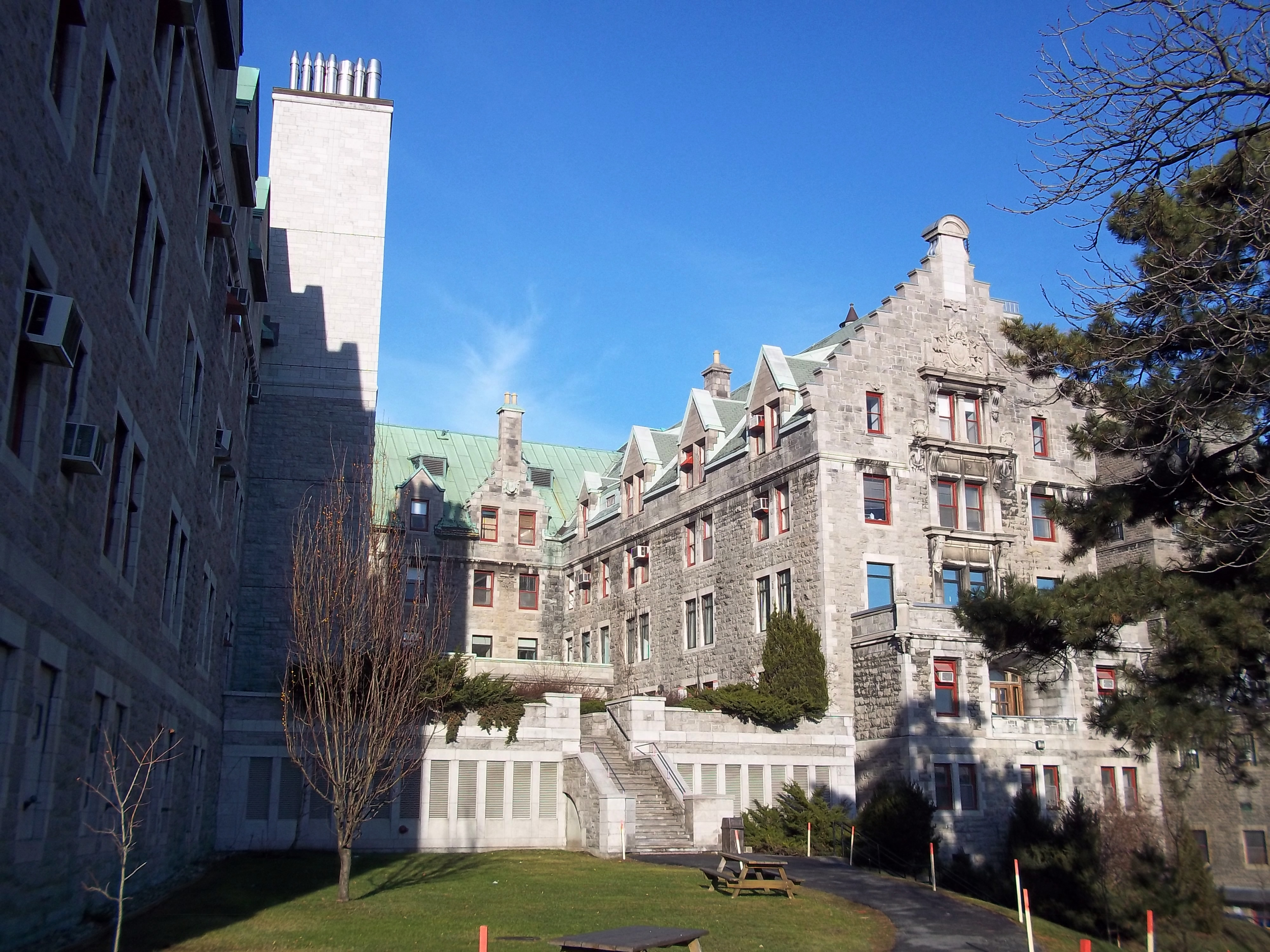
Pawilon Herseya uznany został w 1997 roku za Narodowy Pomnik Historii Kanady

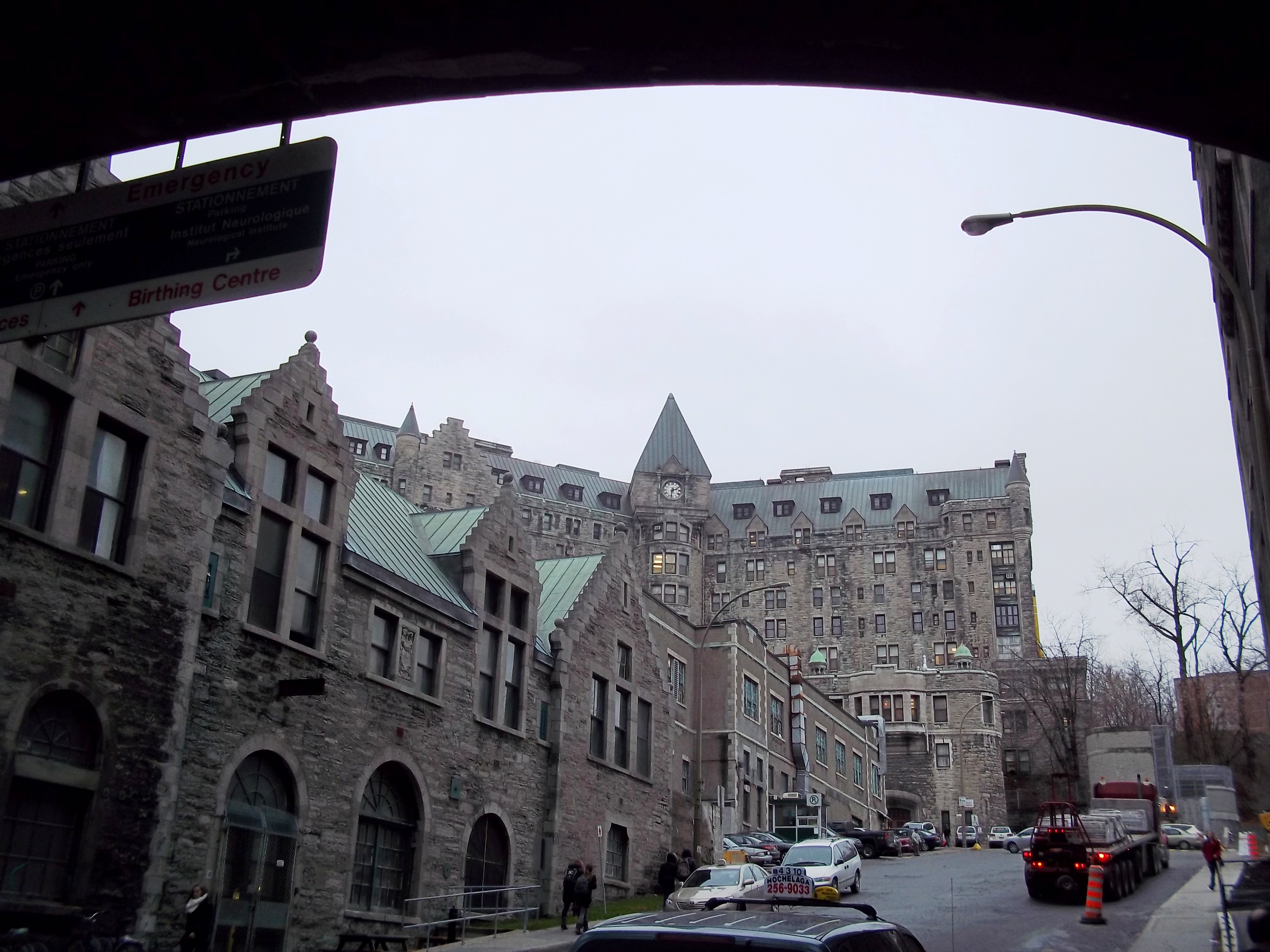
Wejście do szpitala od strony alei Pine

Szpital Królowej Wiktorii powstał w 1893 roku dzięki donacji dwóch szkockich imigrantów, którzy w 1887 roku przeznaczyli milion dolarów kanadyjskich na budowę szpitala i zakupili dziesięć akrów gruntu pod jego budowę na zboczu wzgórza Mont Royal. Fundatorzy zastrzegli, że zarówno budynki szpitalne, jak i grunt, na którym się znajdują, będą na zawsze służyły celom leczniczym. Intencją filantropów było, żeby Royal Vic był miejscem leczenia na wielkim kontynencie amerykańskim wszystkich pacjentów, niezależnie od ich rasy czy wyznania. Początkowo w szpitalu pracowało 150 osób, w tym 14 lekarzy.
Szpital zyskał stopniowo ogólne uznanie jako znaczący ośrodek nauczania i praktyki medycznej. W 1920 roku stał się ośrodkiem badawczym Uniwersytetu McGill, a w 1929 roku dr Wilder Penfield założył Montrealski Instytut Neurologiczny, położony w bezpośrednim sąsiedztwie szpitala. W 1958 roku wykonano w szpitalu pierwszy w Brytyjskiej Wspólnocie Narodów udany przeszczep nerki. Obecnie szpital jest częścią Centrum Zdrowia Uniwersytetu McGill.
Założenia architektoniczne szpitala były inspirowane nowogotyckim stylem Królewskiego Szpitala w Edynburgu, najstarszego szpitala w Szkocji wybudowanego w 1729 roku. Plan szpitala pozostawał pod wpływem pomysłów Florencji Nightingale jako szpital pawilonowy, w którym pomieszczenia dla chorych zaprojektowano tak, aby zapobiegać rozszerzaniu się zakażeń. Pierwszą część budynków szpitalnych ukończono w 1893 roku.

## Architektura
Szpital został zaprojektowany przez szkockiego architekta Henry'ego Snella, znanego specjalistę w dziedzinie projektowania szpitali. Zbudowany został z lokalnego kamienia wapiennego i charakteryzuje się obecnością elementów krenelażowych, romantycznych wieżyczek i krużganków położonych na narożach pawilonów mieszczących oddziały kliniczne i chirurgiczne.
Kolejne skrzydła szpitala budowano w tym samym stylu architektonicznym. Hotel dla pielęgniarek otwarto w 1905 roku, oddział położniczy w 1920, kolejne pawilony w latach 50. XX wieku, a ostatni budynek, mieszczący nowoczesny oddział intensywnej terapii w 1993 roku.

## Pawilon Herseya
Pawilon Herseya jest jednym z pierwszych hoteli dla pielęgniarek, specjalnie w tym celu wybudowanym w 1905 roku. W 1997 roku został określony jako pomnik historii narodowej Kanady w uznaniu jego roli dla kształcenia i rozwoju profesjonalnego pielęgniarek.

## Nowe umiejscowienie szpitala

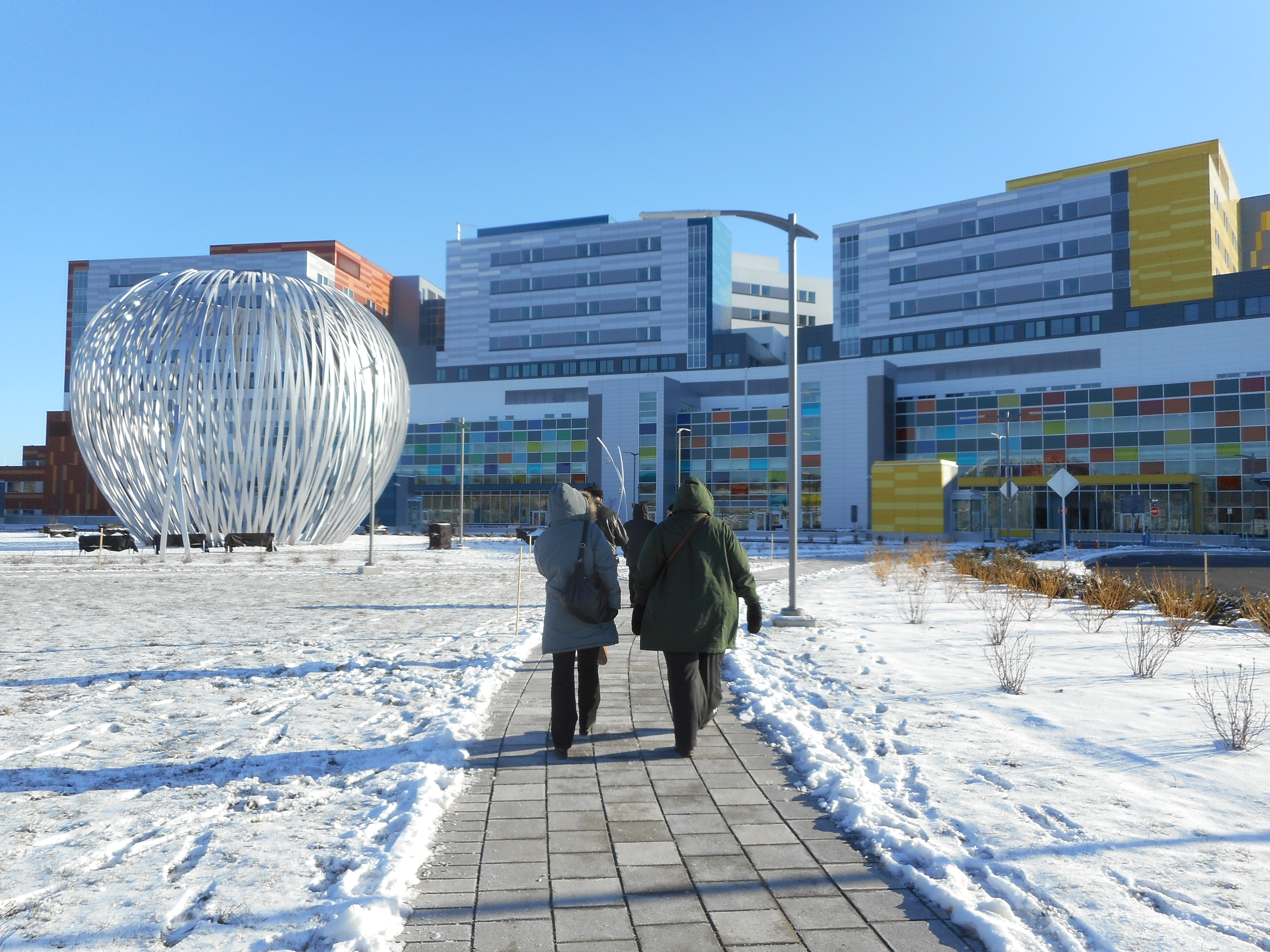
Nowe budynki szpitalne

26 kwietnia 2015 roku Szpital Królowej Wiktorii  został przeniesiony do nowych budynków, wybudowanych na zasadzie partnerstwa publiczno-prywatnego. Budowa trwała pięć lat. Nowy szpital jest wyposażony w najnowsze technologie medyczne, np. pierwszy w Kanadzie robot radiochirurgiczny typu Cyberknife.

## Znani lekarze
- Ppłk John McCrae – lekarz, poeta oraz żołnierz w I wojnie światowej, chirurg w czasie bitwy o Ypres.
- Norman Bethune – wynalazca przenośnego urządzenia do transfuzji krwi; działacz lewicowy, uczestnik hiszpańskiej wojny domowej i wojny chińsko-japońskiej
- Wilder Penfield – neurochirurg, założyciel Instytutu Neurologicznego w Montrealu
- Martin Henry Dawson – pierwszy w historii lekarz, który dokonał zastrzyku penicyliny pacjentowi w 1940 roku[12]
- Arthur Vineberg – kardiochirurg, który opracował w 1948 roku metodę pośredniej rewaskularyzacji serca (zabieg Vineberga)[13]